# Olympische Sommerspiele 2000/Teilnehmer (Barbados)
| Gelbes Symbol für Goldmedaillen mit stilisierten Olympischen Ringen | Graues Symbol für Silbermedaillen mit stilisierten Olympischen Ringen | Braundes Symbol für Bronzemedaillen mit stilisierten Olympischen Ringen |
| ------------------------------------------------------------------- | --------------------------------------------------------------------- | ----------------------------------------------------------------------- |
| —                                                                   | —                                                                     | 1                                                                       |

Barbados nahm 2000 zum 8. Mal an den Olympischen Sommerspielen teil. Es qualifizierten sich insgesamt 18 Athleten in 6 verschiedenen Sportarten für die Spiele in Sydney.
Einziger Medaillengewinner war Obadele Thompson, der die Bronzemedaille im 100-Meter-Sprint der Männer gewinnen konnte. Fahnenträgerin war die Leichtathletin Andrea Blackett.

## Übersicht der Teilnehmer

### Boxen
- Shawn Cox
  - Halbschwergewicht (bis 81 kg): 17. Platz

### Judo
Männer
- Andrew Payne
  - Leichtgewicht (bis 73 kg): 2. Runde

### Leichtathletik
Frauen
- Andrea Blackett
  - 400 m Hürden: 14. Platz
  - 4 × 400 m Staffel: Vorlauf

- Joanne Durant
  - 100 m: Vorlauf
  - 200 m: Vorlauf

- Tanya Oxley
  - 400 m: Vorlauf
  - 4 × 400 m: Vorlauf

- Melissa Straker-Taylor
  - 400 m: Vorlauf
  - 4 × 400 m: Vorlauf

- Sherline Williams
  - 4 × 400 m: Vorlauf

Männer
- Milton Browne
  - 800 m: Vorlauf

- Gabriel Burnett
  - 110 m Hürden: Vorlauf
  - 4 × 100 m: Vorlauf

- Victor Houston
  - 110 m Hürden: Vorlauf
  - 400 m Hürden: Vorlauf
  - 4 × 100 m: Vorlauf

- Wilan Louis
  - 4 × 100 m: Vorlauf

- Fabian Rollins
  - 400 m: Vorlauf
  - 4 × 100 m: Vorlauf

- Obadele Thompson
  - 100 m: Bronze 
  - 200 m: 4. Platz

### Schießen
Männer
- Michael Maskell
  - Skeet: 23. Platz

### Schwimmen
Frauen
- Leah Martindale
  - 50 m Freistil: 23. Platz
  - 100 m Freistil: 34. Platz

Männer
- Damian Alleyne
  - 200 m Freistil: 27. Platz
  - 400 m Freistil: 26. Platz

- Nicky Neckles
  - 100 m Rücken: 51. Platz

### Segeln
Männer
- O’Neal Marshall
  - Windsurfen: 34. Platz